# Helås
Helås är en småort i Ryda socken i Vara kommun, Västra Götalands län. 

## Idrott
Här finns fotbollsklubben Helås IF.